# Tomas Laustiola
Tomas (Tuomas) Laustiola, född 1 mars 1949 i Råda öster om Göteborg, är en sverigefinsk skådespelare, regissör och alkoholterapeut. 

## Biografi
Han är son till den finska dansösen Rita Laustiola och författaren Arne H. Lindgren.
Som tvååring flyttade Laustiola med sin finländska mor till Finland där han utbildade sig vid Svenska Teaterskolan i Helsingfors  åren 1969–1973. Han kom åter till Sverige i slutet av 1970-talet. Laustiola var 1982 till 2002 gift med skådespelaren Basia Frydman. 
Han var med och grundade Judiska teatern i Stockholm 1991 och verkade där till 1994. Han har även varit rösten Doc Hudson i Bilar och Bilar 3. 

## Utmärkelser
År 2001 tilldelades Laustiola Finlands vita ros förtjänstkors för sitt konstnärskap.

## Filmografi

### Roller
- 1984 – Lykkeland
- 1984 – Sista leken
- 1985 – Jane Horney (TV-serie)
- 1986 – Skuggan av Henry (TV-serie)
- 1985 – Den tragiska historien om Hamlet – prins av Danmark (TV-serie)
- 1986 – Älska mej
- 1986 – Amorosa
- 1986 – Seppan
- 1986 – Femte generationen (TV-serie)
- 1987 – Hjärtat
- 1988 – Månguden
- 1988 – Lita på det oväntade
- 1989 – Interdevotjka
- 1990 – Den svarta cirkeln (TV-serie)
- 1990 – Storstad (TV-serie)
- 1990 – Makedonia
- 1990 – Den oändliga historien II - ett nytt kapitel (röst)
- 1991 – Rosenholm (TV-serie)
- 1992 – Ro ro till Fiskeskär
- 1995 – Stannar du så springer jag
- 1995 – Sweet Home Blues
- 1995 – Vi skulle ju bli lyckliga...
- 1996 – Polisen och pyromanen (TV-serie)
- 1996 – När Finbar försvann
- 1996 – Att stjäla en tjuv
- 1996 – Tre Kronor (TV-serie)
- 1996 – Bärnsten
- 1997 – Snoken (TV-serie)
- 1997 – Svenska hjältar
- 1998 – Beck – Pensionat Pärlan
- 1998 – OP7 (TV-serie)
- 1999 – De tre vännerna och Jerry (TV-serie) (röst)
- 2000 – Vingar av glas
- 2000 – Nya tider (TV-serie)
- 2003 – Talismanen (TV-serie)
- 2005 – Såsom i en hamburgare
- 2006 – Bilar (Doc Hudsons röst)
- 2007 – Sanningen om Marika (TV-serie)
- 2007 – Höök (TV-serie)
- 2007 – Lögnens pris (TV-serie)
- 2007 – Predikanten
- 2010 – Den fördömde (TV-serie)
- 2011 – The Stig-Helmer Story
- 2014 – Hallåhallå
- 2015 – Jordskott (TV-serie)
- 2017 – Bilar 3 (Doc Hudsons röst)

### Regi
- 1994 – Tre Kronor (TV-serie)

## Teater

### Roller (ej komplett)
| År   | Roll                            | Produktion                                                            | Regi              | Teater                 |
| ---- | ------------------------------- | --------------------------------------------------------------------- | ----------------- | ---------------------- |
| 1977 | Samuel Gustaf Hermelin          | Hermelinarna eller drömmen om stålverket Lars Molin och Macke Nilsson | Christian Lund    | Norrbottensteatern     |
| 1979 | Spindelväv Tomas Bunke (inhopp) | En midsommarnattsdröm (A Midsummer Night's Dream) William Shakespeare | Göran O. Eriksson | Stockholms stadsteater |
| 1980 | Adolf Negt                      | Hoppla, vi lever! (Hoppla, wir leben!) Ernst Toller                   | Fred Hjelm        | Stockholms stadsteater |
| 1984 | Seppo Stallknekt                | Daniel Hjort eller Skuggornas hämnd Josef Julius Wecksell             | Jan Håkanson      | Stockholms stadsteater |
| 1994 | Lear                            | Kung Lear (King Lear) William Shakespeare                             | Magnus Bergquist  | Riksteatern            |
| 1996 | Stefano                         | Stormen (The Tempest) William Shakespeare                             | Guðjón Pedersen   | Riksteatern            |